# Lenguas de Nueva Georgia
Las diez lenguas de Nueva Georgia son un grupo de las lenguas salomónicas noroccidentales habladas en o cerca de la Islas Nueva Georgia en la Provincia Occidental de Islas Salomón.

## Idiomas
La unidad de las lenguas Choiseul está respaldada por un análisis de 2008 de la Base de datos de vocabulario básico austronesio Sin embargo, eso no respaldaba la clasificación tradicional en ramas Este y Oeste. Marovo y Hoava, "Este" y "Oeste", y clasificados juntos con un 90% de probabilidad, y junto con otros dos idiomas "Occidentales" con soporte total. Dado que en la base de datos sólo se incluyeron cuatro idiomas, la estructura general de la familia no está clara.
- Simbo (Isla Simbo)
- Roviana-Marovo
  - Roviana (Isla Nueva Georgia)
  - Hoava–Marovo
    - Marovo (Isla Nueva Georgia)
    - Hoava (Isla Nueva Georgia)

Los otros idiomas son Vangunu (en la isla Vangunu) (en la isla Vangunu), tradicionalmente clasificados como orientales; y Duque (Isla Kolambanggara), Ghanongga (Isla Ranongga), Kusaghe (Isla Nueva Georgia), Lungga (Isla ranongga), y Idioma ughele (Norte Isla Rendova), todos tradicionalmente clasificados como Oeste.
Además, el extinto idioma kazukuru (incluidos dos posibles dialectos Guliguli y Dororo) era probablemente una de las lenguas de Nueva Georgia.